# Curry japonais
 (décembre 2020).
Si vous disposez d'ouvrages ou d'articles de référence ou si vous connaissez des sites web de qualité traitant du thème abordé ici, merci de compléter l'article en donnant les références utiles à sa vérifiabilité et en les liant à la section « Notes et références ».
Le curry japonais (カレー, karē) parfois appelé karī (カリー) est l'un des plats les plus populaires au Japon. On a l'habitude de le servir sous trois formes principales : le riz au curry (カレーライス, karēraisu), le karē udon (des nouilles épaisses) et le karē-pan (du pain fourré). Il est habituellement plus épais et a un goût plus doux et moins épicé que son équivalent indien.

## Histoire
Le curry a été introduit au Japon pendant l'ère Meiji (1869-1913), dans une époque où l'Inde était sous l'administration de la Compagnie anglaise des Indes orientales. C'est pour cette raison que le curry est classé au Japon comme un plat occidental au lieu d'un plat asiatique.
Bien qu'il ait été introduit plus tôt, le plat est devenu populaire et disponible dans les supermarchés et restaurants vers la fin des années 1960.
La Marine impériale japonaise a adopté le curry de la Royal Navy, et actuellement, les cantines des forces japonaises maritimes d'autodéfense servent du riz au curry dans leur menu tous les vendredis.

## Préparation
On emploie une grande variété de légumes et de viandes pour préparer le curry japonais. Les légumes de base sont les oignons, les carottes et les pommes de terre. On ajoute parfois des pommes ou du miel pour un goût plus sucré. Le porc, le bœuf et le poulet sont les viandes les plus populaires (par ordre décroissant de popularité). À Tokyo, c'est le porc qui est la viande la plus populaire pour le curry, tandis qu'à Osaka, c'est le bœuf qui est le plus utilisé. Le katsu-karē est un tonkatsu avec de la sauce de curry.
Une des raisons pour lesquelles le curry japonais est si populaire au Japon est qu'il est très facile à faire par rapport aux autres plats japonais. Il peut être préparé à partir d'une mixture de sauce de curry ou de curry roux (カレールー, karē rū) en moins d'une heure. Ces mixtures sont vendues sous la forme d'un bloc et peuvent être trouvées dans la section japonaise des supermarchés en Occident, ou bien dans les magasins de nourriture japonaise ou asiatique. Il y a de nombreuses autres marques de sauce de curry.
Le curry japonais est aussi vendu sous forme de poudre, qui devient de la sauce en y ajoutant de l'eau.

## Riz au curry

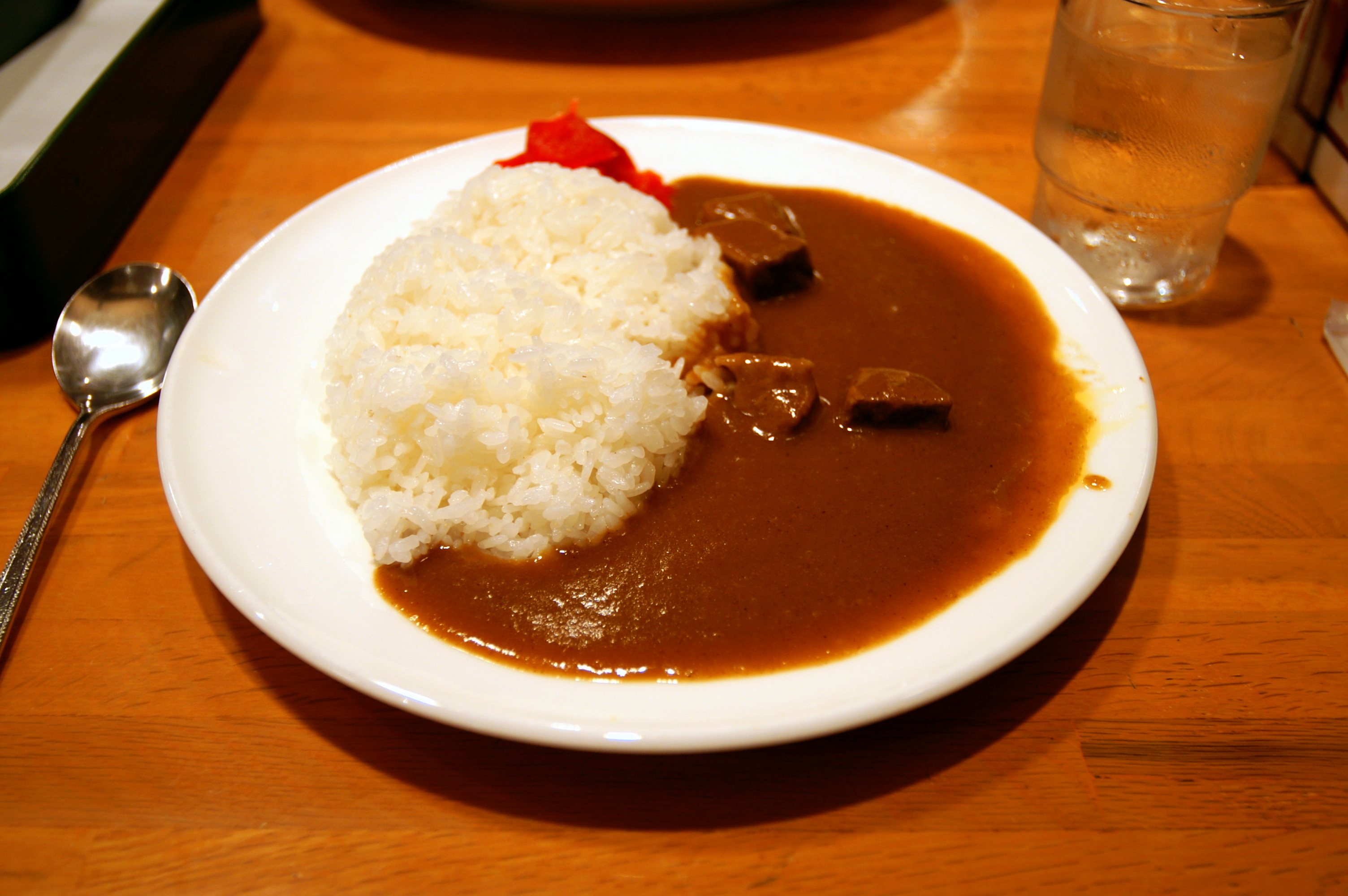
Un plat de riz au curry japonais avec des tsukemono.

### Préparation
Le riz au curry japonais est composé de riz, de sauce de curry, de légumes (généralement des oignons, des carottes et des pommes de terre) et de viande. On commence par faire sauter les légumes coupés et la viande dans de l'huile, de la margarine ou du beurre. Lorsque la viande brunit et que les oignons ramollissent, on ajoute de l'eau et on fait bouillir. On laisse ensuite mijoter les ingrédients à feu doux pendant environ 20 minutes, ou plus longtemps si l'on désire de la viande plus tendre. Enfin, on ajoute la mixture de curry, en remuant fréquemment le tout pendant 5 minutes afin de la diluer et de lier le mélange sans que le tout s'agglutine. Le curry est ensuite prêt à être servi.
L'usage de curry tout préparé est tellement répandu qu'il est quasiment impossible d'en trouver une recette à partir d'épices de base (au moins pour celui qui ne parle pas le japonais). Néanmoins, diverses sources suggèrent l'utilisation des épices suivantes : cannelle, curcuma, cumin, poivre noir, coriandre, piment rouge, cardamome, noix de muscade, fenugrec, laurier sauce et des clous de girofle (à utiliser avec parcimonie). Idéalement, les épices sont grillées, puis réduites en poudre au mortier et incorporées dans le roux pour former une pate qui sera ajoutée en fin de cuisson comme avec le mélange tout fait. Certaines sources suggèrent également de faire mariner la viande dans un mélange de yaourt, de purée d'ail, de purée de gingembre, de poivre noir et de curcuma pour éviter que le goût de celle-ci ne se répande dans la sauce.

### Présentation
Le riz au curry japonais est servi dans une assiette et se mange avec une grande cuillère. Le riz blanc est habituellement situé à gauche et le curry à droite. On verse le curry sur une partie du riz au milieu du plat. On préfère employer du riz japonais (en) court et plus rond, plutôt que le riz plus long utilisé dans les plats indiens et chinois. 
On sert habituellement le curry avec des légumes macérés dans de la sauce soja comme le fukujinzuke (en) ou le rakkyo, mangés seulement avec des plats au curry.
La boisson typiquement servie avec le curry est l'eau, les autres boissons n'ayant pas tendance à aller très bien avec le goût fort du curry.